# Tour of Leuven - Memorial Jef Scherens 2024
De 58e editie van de Belgische wielerwedstrijd Tour of Leuven - Memorial Jef Scherens vond plaats op 15 augustus 2024. Deze editie werd gewonnen door de Noor Markus Hoelgaard die hiermee Arnaud De Lie opvolgde.
De wedstrijd was ruim 190 kilometer lang en startte en finishte in de stad Leuven. De wedstrijd was onderdeel van de Lotto Cycling Cup 2024 en de UCI Europe Tour 2024.

## Uitslag
| Plaats  | Naam              | Ploeg               | tijd     |
| ------- | ----------------- | ------------------- | -------- |
| Winnaar | Markus Hoelgaard  | Uno-X Mobility      | 4u28'42" |
| 2       | Mike Teunissen    | Intermarché-Wanty   | + 11"    |
| 3       | Milan Menten      | Lotto-Dstny         | + 21"    |
| 4       | Tom Van Asbroeck  | Israel-Premier Tech | z.t.     |
| 5       | Emilien Jeannière | TotalEnergies       | z.t.     |
| 6       | Luke Lamperti     | Soudal Quick-Step   | z.t.     |
| 7       | Laurenz Rex       | Intermarché-Wanty   | z.t.     |
| 8       | Jonas Abrahamsen  | Uno-X Mobility      | z.t.     |
| 9       | Cédric Beullens   | Lotto-Dstny         | + 25"    |
| 10      | Arnaud Démare     | Arkéa-B&B Hotels    | + 26"    |